# Eublemma ostrina
Eublemma ostrina — вид лускокрилих комах з родини еребід (Erebidae).

## Поширення
Вид поширений в Південній і Центральній Європі, Північній Африці, Малій Азії на схід до Афганістану. Трапляється в теплих сухих місцях.

## Опис
Розмах крил становить приблизно від 16 до 24 міліметрів.. Для виду характерна надзвичайно велика варіабельність забарвлення. Колірна гамма передніх крил коливається від вохристо-жовтого до темно-іржаво-червоного або буро-фіолетового. Коренева зона завжди світліша. Нерегулярна зубчаста хвиляста лінія викладена білим кольором. Поперечні лінії, а також дефекти шипа та кільця відсутні. Майже немарковані задні крила мають сіро-бурий відтінок. Бахрома передніх крил бурувата, задніх білувата.
Гусениці жовто-сірого кольору, мають блідо-жовті, переривчасті лінії на спині і боках спини, також є кольорові бокові смуги і гострі бородавки, оснащені світло-сірими волосками. Голова і переднеспинка темно-коричневі.

## Спосіб життя
етелики літають з червня по серпень. У районах з дуже сприятливим кліматом їх можна зустріти з квітня по жовтень, що говорить про формування не менше двох поколінь. Кормовими рослинами для гусениць є різні види дев'ятисилу (Carlina) і цмину (Helichrysum).